# 황체형성호르몬
황체형성호르몬(Luteinizing hormone, LH, lutropin, lutrophin)은 뇌하수체전엽에서 분비되는 호르몬중의 하나이다. 여성에게 배란과 황체 형성을 일으키고 남성의 라이디히 세포를 자극해서 테스토스테론이 분비되게 한다.